# Антоні Ігве
Антоні Ігве (англ. Anthony Igwe, 24 грудня 1954, Баркін-Ладі) — нігерійський футболіст, що грав на позиції захисника. Відомий за виступами в клубах НЕПА та «Стейшенері Сторс», а також у складі національної збірної Нігерії, у складі якої став переможцем Всеафриканських ігор 1973 року.

## Клубна кар'єра
Антоні Ігве народився в місті Баркін-Ладі. Н клубному рівні грав у складі клубів з Лагоса «Стейшенері Сторс» і НЕПА. У 1968 році Ігве включили до складу олімпійської збірної для участі в Олімпійських іграх 1968 року у Мехіко, на яких нігерійська збірна не зуміла вийти з групи. У 1968 році футболіста включили до складу національної збірної Нігерії для участі у Всеафриканських іграх у тодішній столиці Нігерії Лагосі. На домашніх іграх Антоні Ігве у складі нігерійської збірної став переможцем ігор. у складі збірної Ігве грав до 1974 року, загалом зіграв у складі збірної 40 матчів, у яких відзначився 3 забитими м'ячами.

## Титули і досягнення
- Переможець Всеафриканських ігор: 1973